# 内子パーキングエリア
内子パーキングエリア（うちこパーキングエリア）は、愛媛県喜多郡内子町五百木にある、松山自動車道のパーキングエリアである。

## 施設

### 上り線（川之江・松山方面）
- 駐車場[1]
  - 大型 5台
  - 小型 10台
  - 二輪 4台
  - トレーラー 2台
  - 車椅子用 1台
- トイレ[1]
  - 男性 大2（和式1、洋式1）、小3[2]
  - 女性 5（和式1、洋式4）[2]
  - 車椅子用 1
- 自動販売機[1]

### 下り線（大洲・宇和島方面）
- 駐車場[3]
  - 大型 5台
  - 小型 10台
  - 二輪 4台
  - トレーラー 2台
  - 車椅子用 1台
- トイレ[3]
  - 男性 大2（和式1、洋式1）、小3[2]
  - 女性 5（和式1、洋式4）[2]
  - 車椅子用 1
- 自動販売機[3]

## 隣
E56 松山自動車道
(14) 伊予IC - (14-1) 中山SIC - 内子PA - (15) 内子五十崎IC